# Валя-Буне
Валя-Буне (рум. Valea Bună) — село у повіті Мехедінць в Румунії. Входить до складу комуни Волояк.
Село розташоване на відстані 237 км на захід від Бухареста, 35 км на схід від Дробета-Турну-Северина, 65 км на північний захід від Крайови.

## Населення
За даними перепису населення 2002 року у селі проживали 454 особи, усі — румуни. Усі жителі села рідною мовою назвали румунську.